# Broeder Bernard
Broeder Bernard is een gedicht van de Nederlandse schrijver P.N. van Eyck (1887-1954) uit 1944 dat voor het eerst verscheen in 1946 en gebundeld werd in 1949.

## Geschiedenis
Blijkens de 'Aantekening' achter in de uitgave werd dit gedicht geschreven in de herfst van 1944. De eerste afdeling, getiteld HIJ, is gewijd aan Broeder Bernard, bekend onder de naam Bernardus van Quintavalle. De dichter baseerde zich op het hoofdstuk over hem in de Fioretti van Franciscus van Assisi. De tweede afdeling, getiteld IK, gaat over de dichter zelf en zijdelings over de drukker Jean François van Royen (1878-1942).
Na de titelpagina volgt een opdrachtpagina waarbij de uitgave in druk wordt opgedragen aan de typograaf Henri Friedlaender (1904-1996) "die tijdens zijn lange verborgenheid dit gedicht onder het hoog devies LAUS DEO zoo schoon voor mij heeft geschreven", en die tijdens de Tweede Wereldoorlog was ondergedoken in Wassenaar. De uitgave is tevens een eerbetoon aan Van Royen, die door oorlogsomstandigheden in 1942 was omgekomen, en met wie Van Eyck samengewerkt had aan de uitgaven van De Zilverdistel. In die tweede afdeling wordt aan het handdrukken door Van Royen aandacht gegeven en wordt gerefereerd aan de uitgave Een boecxken gemaket van Suster Bertken die LVII jaren besloten heeft gheseten tot Utrecht in dye Buerkercke die in 1918 bij De Zilverdistel was verschenen.
De gedichten waren bedoeld als eerste afdeling van een vermeerderde herdruk van de bundel Herwaarts, oorspronkelijk uitgegeven in 1939, toen nog met de ondertitel Gedichten. Blijkens de 'Aantekening' zou die nieuwe editie, net als de separate uitgave van Broeder Bernard, in 1946 verschijnen, maar uiteindelijk verscheen de uitgebreide herdruk van Herwaarts pas in 1949, met de ondertitel Gedichten 1920-1945.
De Koninklijke Bibliotheek in Den Haag bezit twee drukproeven inzake dit gedicht, met correcties.

### Uitgave
Het gedicht verscheen, blijkens het colofon, in 1946 in opdracht van A.A.M. Stols te Den Haag in een oplage van 250 exemplaren, gedrukt bij Boosten & Stols te Maastricht, en gezet uit de letter Romanée van Jan van Krimpen. De uitgave was ingenaaid en gevat in een omslag, waarop een etiket met de naam van de dichter en de titel, met de hand geletterd en genummerd. Er verschenen XXV luxe exemplaren, gedrukt op geschept papier van J. Barcham & Son, geletterd van A tot en met Z, de andere 225 exemplaren, genummerd 1 tot en met 225, werden gedrukt op houtvrij papier. Er bestaan ook exemplaren buiten de oplage, 'genummerd' h.c. (hors commerce: buiten de handel).

### Herdrukken
In 1982 verscheen bij de Breukenpers van Pim Witteveen een herdruk: "Eerbewijs aan mr. J.F. van Royen, werd door W.J. Witteveen met de hand gezet en gedrukt in een beperkte oplage, waarvan 45 exemplaren bestemd zijn voor het project "drukken"".
In 1999 verscheen een druksel met twee fragmenten hieruit, betrekking hebbend op Van Royen, gezet uit de Zilver- en Disteltype, uitgegeven door de Nederlandsche Vereeniging voor Druk- en Boekkunst "voor de genodigden bij de onthulling, op 22 december 1999, van de gedenksteen aangebracht aan het voormalig woonhuis van J.F. van Royen te 's-Gravenhage, 43 van Boetzelaerlaan", waarbij een foto van de gedenksteen was gevoegd.
Boekenreeksen: Trajectum ad Mosam · To the happy few · Halcyon · Luchtkastelen · Helikonreeks · Orpheus · Atlantis

Tijdschriften: Halcyon · Helikon · De Vrije Bladen (18e jaargang)

Overige uitgaven: Verzamelde gedichten (J.C. Bloem) · Broeder Bernard (P.N. van Eyck) · Hartslag (Morriën) · Landwind (Morriën) · De boodschap van het Wilhelmus · Het exlibris der Nederlandse medici